# 円居挽
円居 挽（まどい ばん、1983年7月25日 -）は、日本の小説家・推理作家・漫画原作者。

## 略歴
奈良県生まれ。奈良学園高等学校、京都大学卒業。京大推理小説研究会出身。
2008年10月、講談社BOXの文芸誌『パンドラ』（編集長 野崎哲也）Vol.2 SIDE-Aの「下剋上ボックス」コーナーに掲載された短編「盗人待ルノワール」でデビュー。12月には再び「下剋上ボックス」コーナーに短編「解人待メモワール」が掲載され、アンケート人気投票の結果、単行本デビューが決定した。
翌2009年11月、『丸太町ルヴォワール』（講談社BOX）で単行本デビュー。
好きな作家として、鮎川哲也、筒井康隆、山田風太郎を挙げている。
2015年6月、同志社大学にて初講演会を行う（主催：同志社ミステリ研究会）。

## 作品リスト

### 単行本

#### 「ルヴォワール」シリーズ
講談社BOX版、イラスト：くまおり純
- 丸太町ルヴォワール（2009年11月 講談社BOX ISBN 978-4-06-283731-6 / 2012年9月 講談社文庫【大幅改稿】解説 - 麻耶雄嵩 ISBN 978-4-06-277369-0）
- 烏丸ルヴォワール（2011年10月 講談社BOX ISBN 978-4-06-283749-1 / 2013年10月 講談社文庫 解説 - 法月綸太郎 ISBN 978-4-06-277680-6）
- 今出川ルヴォワール（2012年11月 講談社BOX ISBN 978-4-06-283821-4 / 2014年8月 講談社文庫 解説 - 我孫子武丸 ISBN 978-4-06-277828-2）
- 河原町ルヴォワール（2014年3月 講談社BOX ISBN 978-4-06-283862-7 / 2015年9月 講談社文庫 解説 - 薗田竜之介 ISBN 978-4-06-293211-0）

#### 「京都なぞとき四季報」
- クローバー・リーフをもう一杯 今宵、謎解きバー「三号館」へ（2014年10月 角川書店 ISBN 978-4-04-102245-0）- イラスト：小倉マユコ
  - 【改題】京都なぞとき四季報 町を歩いて不思議なバーへ（2017年12月 角川文庫 ISBN 978-4-04-106136-7）- イラスト：Tobi
    - クローバー・リーフをもう一杯（『小説 野性時代』2013年4月号）
    - ジュリエットには早すぎる（『小説屋Sari－Sari』2013年12月号）
    - ブルー・ラグーンに溺れそう（書き下ろし）
    - ペイルライダーに魅入られて（『小説 野性時代』2014年6月号）
    - 名無しのガフにうってつけの夜（『小説屋Sari－Sari』2014年7月号）
- 京都なぞとき四季報 古書と誤解と銀河鉄道（2018年8月 角川文庫 ISBN 978-4-04-106997-4）
  - たまにはセドリー・オン・ザ・ロックスを（『小説屋Sari－Sari』2015年4月号 2015年5月号）
  - 見えないブルー（『小説屋Sari－Sari』2016年12月号 2017年1月号）
  - 撫子はもう好きじゃない（『小説屋Sari－Sari』2017年2月号）
  - 五分だけでも待って（書き下ろし）
  - 銀叡電の夜（書き下ろし）

#### 「シャーロック・ノート」
イラスト：片山若子
- シャーロック・ノート - 学園裁判と密室の謎 -（2015年3月 新潮文庫nex ISBN 978-4-10-180030-1）
- シャーロック・ノートII - 試験と古典と探偵殺し -（2016年2月 新潮文庫nex ISBN 978-4-10-180060-8）

#### 「キングレオ」シリーズ
- キングレオの冒険（2015年6月 文藝春秋 ISBN 978-4-16-390283-8 / 2018年4月 文春文庫 ISBN 978-4-16-791050-1）- イラスト：唐々煙
  - 赤影連盟（別册文藝春秋電子増刊『つんどく!』vol.1 (2013年1月)）
  - 踊る人魚（別册文藝春秋電子増刊『つんどく!』vol.2 (2013年11月)）
  - なんたらの紐（別册文藝春秋電子増刊『つんどく!』vol.3 (2014年5月)）
  - 白面の貴公子（別册文藝春秋電子増刊『つんどく!』vol.4 (2014年8月)）
  - 悩虚堂の偏屈家（書き下ろし）
- キングレオの回想（2019年11月 文春文庫 ISBN 978-4-16-791383-0）
  - 大宮の醜聞（別冊文藝春秋電子版22号）
  - 双鴉橋（別冊文藝春秋電子版23号）
  - 六つの土下座像（別冊文藝春秋電子版24号）
  - タチバナの種五つ（別冊文藝春秋電子版25号）
  - 最後の事件（別冊文藝春秋電子版26号）
- キングレオの帰還（2020年11月 文春文庫 ISBN 978-4-16-791593-3）
  - 町屋の冒険（別冊文藝春秋電子版28号）
  - 恐喝王ジェダ・マクベス（別冊文藝春秋電子版29号）
  - ふな屋敷（別冊文藝春秋電子版30号）
  - 性根の曲がった男（別冊文藝春秋電子版31号）
  - そして伝説へ（別冊文藝春秋電子版32号）

#### 「日曜は憧れの国」
- 日曜は憧れの国（2016年5月 創元推理文庫 ISBN 978-4-488-46011-2）
  - レフトオーバーズ（『ミステリーズ！ vol.69 FEBRUARY 2015』）
  - 一歩千金二歩厳禁（『ミステリーズ！ vol.70 APRIL 2015』）
  - 維新伝心（『ミステリーズ！ vol.71 JUNE 2015』）
  - 幾度もリグレット（『ミステリーズ！ vol.72 AUGUST 2015』）
  - いきなりは描けない（『ミステリーズ！ vol.73 OCTOBER 2015』）
- その絆は対角線 日曜は憧れの国（2017年10月 創元推理文庫 ISBN 978-4-488-46012-9）
  - その絆は対角線（『ミステリーズ！ vol.79 OCTOBER 2016』）
  - 愛しき仲にも礼儀あり？（『ミステリーズ！ vol.80 DECEMBER 2016』）
  - 胎土の時期を過ぎても（『ミステリーズ！ vol.81 FEBRUARY 2017』）
  - 巨人の標本（『ミステリーズ！ vol.82 APRIL 2017』）
  - かくも長き別れ（『ミステリーズ！ vol.83 JUNE 2017』）

#### 「FGOミステリー」
イラスト：山中虎鉄（虚月館）、本庄雷太（鳴鳳荘）
ゲーム「Fate/Grand Order」で自身がシナリオ（虚月館）・シナリオ原作（鳴鳳荘）を執筆したイベントストーリーのノベライズ。
- FGOミステリー 翻る虚月館の告解 虚月館殺人事件 （2019年5月 星海社FICTIONS ISBN 978-4-06-515707-7）
- FGOミステリー 惑う鳴鳳荘の考察 鳴鳳荘殺人事件 （2019年5月 星海社FICTIONS ISBN 978-4-06-515700-8）

#### その他
- コクラセ（2016年5月 ビーズログ文庫アリス ISBN 978-4-04-734046-6）- 原作：galanti、イラスト：どろみず
- 逆転裁判 時間旅行者の逆転（2017年9月 ハヤカワ文庫JA ISBN 978-4150312916）
- 誰が死んでも同じこと（2017年10月 光文社 ISBN 978-4-334-91190-4）
  - 貫けぬ刃（『ジャーロ 49号』2013年12月）
  - 解けぬ絆（『ジャーロ 50号』2014年4月）
  - 砕けぬ壁（『ジャーロ 51号』2014年7月）
  - 果てぬ夢（『ジャーロ 53号』2015年3月）
- 語り屋カタリの推理講戯（2018年2月 講談社タイガ ISBN 978-4-06-294109-9）
  - フーダニット・クインテット（『メフィスト 2012 Vol.1』2012年4月）
  - ハウダニット・プリンシプル（書き下ろし）
  - ワイダニット・カルテット（『メフィスト 2013 Vol.1』2013年4月）
  - ウェアダニット・マリオネット（『メフィスト 2013 Vol.2』2013年8月）
  - ウェンダニット・レクイエム（書き下ろし）
  - ワットダニット・デッドエンド（書き下ろし）
- さよならよ、こんにちは （2019年3月 星海社FICTIONS ISBN 978-4-06-515159-4）
  - DRDR（ドラドラ）（『NR2』2012年8月）
  - 友達なんて怖くない（『NR3』2013年8月）
  - 勇敢な君は六人目（『NR4』2014年8月）
  - な・ら・らんど（『NR5』2015年8月）
  - 京終にて（アット・ワールズエンド）（書き下ろし）
  - ふっかつのじゅもん（書き下ろし）
- カイジ ファイナルゲーム 小説版（2019年11月 講談社文庫 ISBN 978-4-06-517819-5）- 原作：福本伸行

### アンソロジー
「」内が円居挽の作品
- ベスト本格ミステリ2014（2014年6月 講談社ノベルス ISBN 978-4-06-299016-5）「ウェアダニット・マリオネット」
  - 【改題】子ども狼ゼミナール 本格短編ベスト・セレクション（講談社文庫 2018年1月 ISBN 978-4-06-293835-8）
- 殺意の隘路 最新ベスト・ミステリー（2016年12月 光文社 ISBN 978-4-334-91139-3）「定跡外の誘拐」
  - 【改題・分冊】殺意の隘路（下） 日本ベストミステリー選集（2016年12月 光文社文庫 ISBN 978-4-334-79021-9）
- 恋墓まいり・きょうのはずれ――京都の“エッジ”を巡る二つの旅（2019年2月 千十一編集室 ISBN 978-4-334-91139-3）「きょうのはずれ」
- 私がモテないのはどう考えてもお前らが悪い！ 小説アンソロジー（2019年11月 星海社FICTIONS ISBN 978-4-06-517231-5）「モテないしラブホに行く」
- FGOミステリー小説アンソロジー カルデアの事件簿 file.01（2020年2月 星海社FICTIONS ISBN 978-4-06-518467-7）「Malice or Romance」
- 私がモテないのはどう考えてもお前らが悪い！ ミステリー小説アンソロジー（2021年8月 星海社FICTIONS ISBN 978-4-06-524710-5）「モテないし一人になる」
- 彼女。 百合小説アンソロジー（2022年3月 実業之日本社 ISBN 978-4-408-53804-4 / 2024年2月 実業之日本社文庫 ISBN 978-4-408-55871-4）「上手くなるまで待って」
- 黒猫を飼い始めた（2023年2月 講談社 ISBN 978-4-06-530632-1）「黒猫はなにを見たか」
- 城崎にて 四篇（2024年5月 書肆imasu ISBN 978-4-909868-14-5）「城崎にて」
- 貴女。 百合小説アンソロジー （2024年6月 実業之日本社 ISBN 978-4-408-53857-0）「雪の花」

### 単行本未収録作品
- 05
  - 05 （『エソラ Vol.15』2012年12月）
  - 定跡外の誘拐（『小説現代 2013年12月号』2012年11月）
- シャーロック・ノート
  - 金田一剛助の事件簿（『yomyom vol.37』）
- 越天学園
  - I  owe you（『小説屋Sari－Sari』2015年8月号）
  - Triangular（『小説屋Sari－Sari』2016年1月号）
  - Calling（『小説屋Sari－Sari』2016年2月号）
  - Asymmetry（『小説屋Sari－Sari』2016年3月号）
  - You owe me[前編]（『小説屋Sari－Sari』2016年4月号）
  - You owe me[後編]（『小説屋Sari－Sari』2016年5月号）
- 小説「十五少女」
  - 「竹虎レオナの場合」前編（『tree』2022年4月1日）
  - 「竹虎レオナの場合」後編（『tree』2022年4月18日）
  - 「伊田知リンの場合」前編（『tree』2022年8月31日）
  - 「伊田知リンの場合」後編（『tree』2022年9月14日）
- 単発作品
  - 盗人待ルノワール（『パンドラ Vol.2 SIDE-A』2008年10月）
  - 解人待メモワール（『パンドラ Vol.2 SIDE-B』2008年12月）
  - BBDB（『Powers Selection 新走』2011年5月）
  - 六月三十日 花嫁日和（『メフィスト 2012 Vol.2』2012年8月）
  - 三に三つ（『三密堂書店最新入荷情報』2015年5月号）
  - 黒猫はなにを見たか（「Mephisto Readers Club」2022年8月）
  - 京都市民限定で求人が出ているとあるバイトについて（『カクヨム』2025年8月 - ）

### 共著
- 円居挽のミステリ塾（2022年6月 星海社新書 ISBN 978-4-06-528065-2） - 青崎有吾、斜線堂有紀、日向夏、相沢沙呼、麻耶雄嵩との共著

### 漫画
- 剋殺探偵オウカガミ（漫画：大庭下門、KADOKAWA『ヤングエース』2015年7月号） - 原作
- オーク探偵オーロック（漫画：碓井ツカサ、KADOKAWA『ヤングエース』2016年9月号 - 2017年9月号 / 角川コミックス・エース 全2巻） - 原作
  1. 2017年3月 ISBN 978-4-04-105354-6
  2. 2017年10月 ISBN 978-4-04-106199-2
- ハンドレッドノート －高校生探偵 天命大地－（漫画：雪一、講談社『マガジンポケット』2023年12月19日 - 2024年7月23日 / 2024年4月 - 10月 KCデラックス 全3巻） - 事件プロット制作
- お疲れ様です後堂さん（作画：kirishima、編集協力：ウチツカサ/サイドランチ、協力：天獅子悦也、竹書房『近代麻雀』2024年6月号 -  / 2025年2月 - 近代麻雀コミックス 既刊1巻） - 原作

### ゲームシナリオ
- Fate/Grand Order（2018年 - 2019年、TYPE-MOON）
- EDEN.schemata();（2025年予定、WSS playground）[6]

### アニメ
- Fate/Grand Order 藤丸立香はわからない 〜大忘年お楽しみ会2023〜（2023年12月） - ミステリーコンサルタント[7]

### 文庫解説
- 麻耶雄嵩『メルカトルかく語りき』（2014年5月 講談社文庫 ISBN 978-4-06-277793-3）
- 古野まほろ『セーラー服と黙示録』（2015年9月 角川文庫 ISBN 978-4-04-103359-3）
- 本格ミステリ作家クラブ 編『本格王2020』（2020年8月 講談社文庫 ISBN 978-4-06-520131-2）
- 土屋隆夫『推理小説作法 増補新版』（2024年1月 中公文庫 ISBN 978-4-12-207469-9）

## 関連人物
- 麻耶雄嵩 - 京大推理小説研究会14期先輩、ペンネームを貰う[8]。「円居挽」以外の候補に「芥川受賞（あくたがわじゅしょう）」がある。
- 森川智喜 - 京大推理小説研究会後輩。